# 三桃食品九州工場
三桃食品株式会社九州工場（みつももしょくひんかぶしきがいしゃきゅうしゅうこうじょう）は、福岡県久留米市に本社を置く、中華系惣菜（餃子、饅頭、焼売）を中心とする食料品の製造・販売を行っている企業。ヒライの100%子会社。
社名から2015年に破産した三桃食品株式会社の工場の一つと思われがちであるが、「工場」の名を冠しているものの、独立した株式会社組織である。かつてのグループ企業であり、2019年に破産手続開始決定を受けた三桃食品株式会社東北工場（山形県米沢市）とは、資本関係等がない別会社である。

## 概要
主に自社ブランドや他社へのOEM供給により中華系惣菜（餃子、饅頭、焼売）の製造・販売を行っている。
1963年10月に芳野信夫が個人で創業。1967年6月に法人へ改組。1973年10月に三桃食品の協力工場となると同時に、現在の社名へ変更。2014年11月の三桃食品の事業停止以降は、独立して事業を行っている。
芳野敬社長は2020年に、後継者難を理由に熊本市西区に本社があるヒライに対して株式譲渡を打診。ヒライは同年6月17日に、芳野敬社長から三桃食品九州工場の全株式を取得したと同時に、ヒライの完全子会社となった。社長はヒライの社長が兼務する。

## 沿革
- 1963年10月 - 芳野信夫が個人で創業。
- 1967年6月 - 有限会社フタワとして設立。
- 1973年10月 - 株式会社に改組。同時に社名を三桃食品株式会社九州工場へ変更。
- 1977年9月 - 現在地に本社を移転。
- 1992年7月 - 資本金を5000万円へ増資。
- 2015年5月 - 資本金を2494万円へ減資。
- 2020年6月 - 株式譲渡に伴い、ヒライの完全子会社となる。

## かつての関連企業
- 三桃食品株式会社 - 2014年11月20日に事業停止、2015年4月13日に静岡地方裁判所から破産手続開始決定[2]、2016年12月21日に法人格消滅。
- 三桃食品株式会社東北工場 - 三桃食品の経営破綻後に独立、2019年2月15日に山形地方裁判所米沢支部に民事再生法適用を申請したが[3]、同年8月15日に破産手続開始決定[4][5]。2022年1月25日に法人格消滅。事業は株式会社シンセイ食品へ譲渡。
- 三桃食品株式会社四国工場 - 2014年2月28日に事業停止、同年9月26日に松山地方裁判所から破産手続開始決定[7]。